# قلعه مروست
قلعه مروست مربوط به دوران‌های تاریخی پس از اسلام است و در مروست، مرکز شهر واقع شده و این اثر در تاریخ ۸ دی ۱۳۷۸ با شمارهٔ ثبت ۲۵۴۵ به‌عنوان یکی از آثار ملی ایران به ثبت رسیده‌است.